# The Best of Dalida Vol.2
The Best of Dalida Vol.2 è una raccolta della cantante italo-francese Dalida, pubblicata nel marzo del 1987 da Carrere.
Si tratta, oltre che della continuazione dell'album The Best of Dalida pubblicato l'anno precedente, dell'ultimo lavoro della cantante prima della sua morte. 
Le particolarità di questo CD, che lo rendono tutt'oggi un pezzo abbastanza raro della discografia di Dalida, sono quelle di proporre: una versione mai uscita prima del brano Gigi in Paradisco, della durata di 9 minuti e 53 secondi (le due edizioni originali - quella integrale e quella ridotta - durano rispettivamente 13 e 6 minuti circa), la versione intera del brano Le sixième jour (pubblicata precedentemente, in questo modo, soltanto nella raccolta in vinile omonima) e una versione ridotta di Femme est la nuit (uscita esclusivamente nei dischi del 1977-1978). Queste tre edizioni dei brani, negli album successivi della cantante, non verranno mai più riproposte.  
Le ultime apparizioni di Dalida alla televisione francese furono rispettivamente nel febbraio del 1987 nel programma Tout le monde le sait di Jacques Martin dove si esibì con Le sixième jour, e il 7 marzo 1987 per la serata dei César de la musique (una delle molteplici categorie del Premio César, l'oscar del cinema francese). Apparì ancora in TV in data postuma, il 7 novembre 1987, in Germania nel programma musicale Melodien für Millionen, che venne registrato nell'aprile dello stesso anno, con la canzone J’attendrai. Il suo ultimo concerto si tenne nel teatro di Aspendo in Turchia, il 29 aprile 1987. 
Dalida muore suicida nella notte tra sabato 2 e domenica 3 maggio 1987, a causa di un'overdose di barbiturici. Nella settimana in arrivo avrebbe dovuto registrare un nuovo 45 giri con due brani, di cui sfortunatamente si conoscono soltanto i titoli: La magie des mots e La leçon de séduction.   Quest'ultima canzone verrà, qualche anno più tardi, rinominata La leçon d’érotisme (Paroxysme d'érotisme), sarà registrata da altri artisti e verrà utilizzata in un numero scenico del locale parigino di cabaret Crazy Horse.

## Tracce
1. Le sixième jour (versione integrale)
2. Ti amo (Je t'aime)
3. Femme
4. La mer
5. Confidences sur la fréquence
6. Helwa ya baladi
7. Besame mucho
8. Chanteur des années 80
9. La vie en rose (versione 1976)
10. Femme est la nuit (versione ridotta)
11. Les choses de l'amour
12. Darla dirladada
13. Gigi in paradisco (versione integrale ridotta)